# Cisztein
A cisztein (rövidítve Cys vagy C) egy α-aminosav, melynek képlete HO2CCH(NH2)CH2SH. Nem esszenciális aminosav, ami azt jelenti, hogy az emberi szervezet elő tudja állítani. Az UGU és az UGC kodonok kódolják. Tiolos oldallánccal (R-SH) hidrofil tulajdonsággal rendelkező aminosav. Mivel a tiol oldallánc igen reakcióképes, ezért a cisztein általában kulcsszerepet játszik a fehérjék szerkezeti és funkciós elemeként. Nevét oxidált dimerje, a cisztin után kapta. A természetben legelterjedtebb térszerkezetű formája az l-cisztein elnevezésű konformáció.

## Forrása

### Tápanyagként
Bár nem esszenciális aminosav, előfordulhat, hogy bevitele nélkülözhetetlen. Ez főként újszülötteknél, időseknél, vagy egyes metabolikus rendellenességekben szenvedő emberek esetén fordulhat elő. Az emberi szervezetben normális körülmények között megfelelő mennyiségű metioninből szintetizálódik. A cisztein potenciálisan mérgező anyag, ezért a szervezetbe kerülve az emésztőrendszerben cisztinné alakul, mely sokkal stabilabb vegyület. Az emésztőrendszeren és a véráramban cisztin formájában halad át, majd a sejtekhez érve, a sejtbe történő bejutás előtt alakul vissza ciszteinné.
A cisztein a legtöbb, magas fehérjetartalmú élelmiszerben előfordul:
- Állati eredetű: tojás, tej, sajt, joghurt, sertés, kolbász, marha, csirke, pulyka, kacsa, löncshús
- Növényi eredetű: pirospaprika, fokhagyma, vöröshagyma, brokkoli, zab, búzacsíra

### Ipari alapanyagként
Manapság a legolcsóbb, L-cisztein előállítására szolgáló alapanyag az emberi haj, ugyanakkor más szőrök, és tollak is használható e célra. A legnagyobb előállítók Kínában találhatók. Bár a legtöbb aminosavat fermentációval már viszonylag régóta elő tudják állítani, az L-cisztein előállításának módját csak 2001-ben, egy német gyár, a Wacker Chemie kísérletezte ki (a folyamatban nincs szükség emberi, vagy állati alapanyagra).

### Bioszintézis
Állatokban a cisztein szintetizálása általában szerinnel kezdődik. A ként a metionin adja, melyet az S-adenozil-metioninen keresztül alakul át homociszteinné. Ezt követően a cisztationin-β-szintáz összekapcsolja a homociszteint és a szerint, ezáltal egy aszimmetrikus tioétert, cisztationint képez. A folyamatot a cisztationin-γ-liáz zárja, mely a cisztationint alfa-ketobutiráttá és ciszteinné alakítja.
Baktériumok esetén a folyamat kissé máshogy zajlik: először a szerin O-acetilszerinné alakul a szerin-transzacetiláz segítségével, majd az O-acetilszerint kén felhasználásával az O-acetilszerin-(tiol)-liáz nevű enzim alakítja tovább ciszteinné. A folyamat acetát felszabadulásával jár.

## Biológiai tulajdonságai
A cisztein (a tiol-csoport miatt) nukleofil, és könnyen oxidálódik. A reakcióképessége megnő, ha a tiol-csoport ionizálódik, és a fehérjében található cisztein-származékok savassága közelít a semlegeshez, azaz a sejtekben főként a reakcióképesebb, tiolát formában fordul elő. Erős reakcióképessége miatt a cisztein tiol-csoportja számos fehérje kulcsfontosságú tulajdonságát határozza meg.

### A glutation nevű antioxidáns prekurzora
A tiol-csoport miatt redoxireakciókban könnyen részt vesz, ezért antioxidáns tulajdonságokkal rendelkezik. Ezen tulajdonsága főként a glutation nevű tripeptidben mutatkozik meg, mely számos élőlényben megtalálható. A szervezetbe bejuttatott glutation nem reakcióképes, ezért azt cisztein, glicin és glutaminsav felhasználásával a szervezetnek elő kell állítania. A glutaminsav és a glicin a nyugati fajta táplálkozási szokásokkal nagy mennyiségben kerül bevitelre, ezért a glutation előállításának egyetlen korlátja a cisztein bevitelének megfelelő mennyisége.

### Oxidáció
A cisztein oxidácójával diszulfid cisztin keletkezik. Az oxidált cisztein erős kötéseket képez, melyekkel hozzájárul a főként az extarcelluláris térben található fehérjék stabil térszerkezetének kialakításához. A sejten belüli térben a cisztein által képzett kénkötések elsősorban a fehérjék másodlagos térszerkezetéért felelősek. Az inzulinban például két különálló peptidláncot a cisztein által képzett kénhidak kapcsolnak össze.
A kénkötéseket a protein-diszulfid-izomeráz nevű enzim alakítja ki.

### Vas–kén csoportok prekurzora
A cisztein az emberi szervezetben kulcsszerepet tölt be, mert a lebontó folyamatok során szulfidot szolgáltat. A vas–kén klaszterekben, valamint a nitrogenázban található szulfid a cisztinből származik, mely a folyamat végén alaninné alakul.

### Fémionok megkötése
A vas–kén tartalmú fehérjéken kívül számos egyéb fém is megköthető a ciszteinben található tiolcsoport által. Ilyen fém lehet például a cink, a réz, vagy például a nikkel is. A tiol csoportnak nagy az affinitása a nehézfémekhez, így a ciszteint tartalmazó fehérjék erősen megkötik a néhézfémeket, mint például a higany, az ólom és a kadmium.

## Felhasználása
A ciszteint (főleg az l-ciszteint) az élelmiszer és a gyógyszeripar széles körben alkalmazza. Főként különféle ízek előállítására, például a Maillard-reakció során, amikor a cisztein különféle cukrokkal reagál, végeredményként húsízű anyag termelődik. Ezen kívül pékáruk elkészítésekor is alkalmazzák, ugyanis nagyon kis mennyiségben a tésztához keverve megpuhítja azt, ezáltal az elkészítési idő rövidül. Élelmiszerekben fényesítőanyagként E910 néven, pékárukban alkalmazott adalékanyagként (állagjavítóként) pedig E920 néven alkalmazzák. Napi maximum beviteli mennyisége nincs meghatározva, és nincs ismert mellékhatása.
Egy az öt piacvezető dohánygyár által 1994-ben kiadott jelentésben szerepel, hogy a cisztein egyike azon 599 adalékanyagnak, melyek megtalálhatók a dohánytermékekben, bár a használat pontos indoka nem ismert. Adalékanyagként való felhasználásának két fő oka lehet. Alkalmazásával nő a tüdő nyálkahártyának váladékozása, valamint elősegíti glutation képződését, mely antioxidánsként szolgál, és a dohányzás hatására a glutation szervezetben található mennyisége csökken.

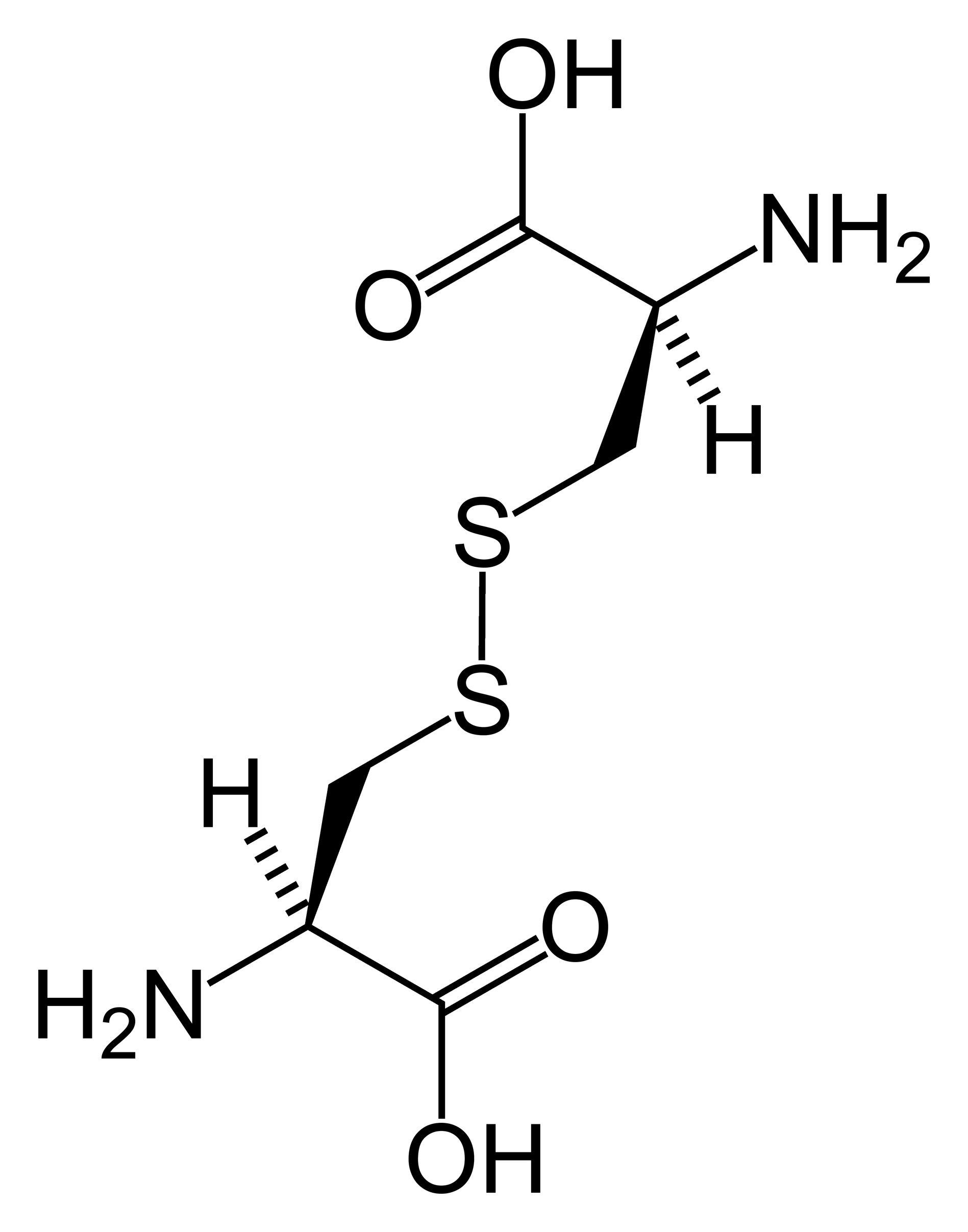
Cisztin, diszulfid-kötéssel

## Kőképződés
A cisztein anyagcserezavara a cisztein magas szintjéhez vezethet a vizeletben. A cisztein a fehérjék lebontásakor keletkezik. A cisztein hajlamos kristályképzésre, ami kövek kialakulásához vezethet. Ezek a kövek ritkán fordulnak elő. A vesekövek 1-3%-a képződik ciszteinből.

## Másnaposság elleni használata
A ciszteint szokás a másnaposság egyes tüneteinek kezelésére is használni. A másnaposságért felelős acetaldehid mérgező hatásait ellensúlyozza (a másnaposság fő oka az alkohol lebomlásakor keletkező acetaldehid). A cisztein elősegíti, hogy az alkohol metabolizmusa során az acetaldehid mielőbb a lebomlás következő fázisába lépjen, azaz viszonylag ártalmatlan ecetsavvá alakuljon. Patkányokon végzett kísérletek során az állatoknak LD50 mennyiségű acetaldehidet adtak be (ez az a mennyiség, melytől az állatok fele elpusztul). Melyek ezt követően ciszteint is kaptak, azok közül az egyedek 80%-a maradt életben (tiaminnal ez az érték 100%). A másnaposság ellen a szervezetbe juttatott cisztein hatásmechanizmusa tisztázatlan.

### N-acetilcisztein (NAC)
Az N-acetil-l-cisztein (NAC) a cisztein származéka, melyben a nitrogénatomhoz egy acetilcsoport kapcsolódik. Ezt a vegyületet táplálékkiegészítőként is alkalmazzák, bár nem ideális ciszteinforrás, mivel lebomlása már a nyelőcsőben megkezdődik. A NAC-t köhögés elleni gyógyszerként is alkalmazzák, mert felszakítja a nyálkában található diszulfid-kötéseket, ezáltal az folyékonyabb, könnyen felköhöghetőbb lesz. Paracetamol túladagolásakor ellenanyagként használják.

## Fordítás
- Ez a szócikk részben vagy egészben  a   Cysteine című angol Wikipédia-szócikk fordításán alapul.  Az eredeti cikk szerkesztőit annak laptörténete sorolja fel. Ez a jelzés csupán a megfogalmazás eredetét és a szerzői jogokat jelzi, nem szolgál a cikkben szereplő információk forrásmegjelöléseként.